# Milieuopleidingen
In de jaren 80 is er meer aandacht gekomen voor het milieu. Dit leidde tot het opzetten van verschillende studies met betrekking tot het milieu.

## Nederland
De eerste (hbo-)milieuopleiding die in Nederland werd ontwikkeld was gevestigd in Deventer. Als snel kwamen ook de Hogere Agrarische Scholen (HAS) met soortgelijke opleidingen. Ook aan universiteiten werden milieuopleidingen ontwikkeld, bijvoorbeeld aan de Universiteit Wageningen en de Radboud Universiteit in Nijmegen.
Ook het mbo kent milieugerichte opleidingen, bijvoorbeeld milieutoezicht en milieutechniek op aoc's of roc's. Milieutoezicht is een breed georiënteerde studie. Vakken die onder meer aan bod komen in deze vierjarige opleiding, zijn milieurecht, bodemsanering, bemonsteringstechnieken, vaktaal Engels en analysetechnieken. De opleiding milieutechniek is voornamelijk gericht op het technisch 'repareren' van het milieu. Hierbij wordt er onder andere bekeken hoe een zuivering verbeterd kan worden en op welke basis zuiveringen werken.
Naast deze dagopleidingen zijn er ook diverse deeltijdopleidingen op het gebied van milieu te volgen. Een van de langstlopende en bekendste is wel de opleiding tot milieu-inspecteur, die wordt verzorgd door AOC Friesland.

## Vlaanderen
Milieugerelateerde opleidingen vindt men in Vlaanderen op volgende niveaus:
- secundair onderwijs: milieueducatie is een vakoverschrijdende eindterm in de eerste graad van het secundair onderwijs.

In de derde graad bereidt de tso-richting "techniek wetenschappen" en "biotechnische wetenschappen" goed voor op functies in het milieubeheer.
- hogeschool
  - bachelor: professionele bachelor in "biotechniek en milieubeheer" of "milieuzorg", opleidingen in de chemisch-technologische sfeer. Daarnaast bestaat er ook een professionele bachelor "milieumanagement", een meer administratief-juridische opleiding.
  - master: bachelor en master in de biowetenschappen, optie "natuur en milieu", de vroegere industrieel ingenieur landbouw.
- universiteit: masteropleidingen, de master in de milieuwetenschappen, de milieugerichte afstudeerrichting bij de bio-ingenieurs, wetenschappen als (bio)chemie, aardrijkskunde, geologie en bij de "toegepaste wetenschappen" (burgerlijk ingenieur).
- het avondonderwijs herneemt nagenoeg alle opleidingen die ook in dagonderwijs bestaan.